# Minoru Hanafusa
Minoru Hanafusa (花房 稔 Hanafusa Minoru?), född 30 juli 1996 i Tokyo prefektur, är en japansk fotbollsspelare.
Hanafusa började sin karriär 2020 i FC Ryukyu. 2021 flyttade han till YSCC Yokohama.